# PedidosYa
PedidosYa es una compañía multinacional uruguaya de reparto de comida a domicilio con sede en Montevideo. Fundada en 2009 y asociada a la firma alemana Delivery Hero en 2014, cuenta con una extensa presencia en América Latina, siendo una de las plataformas más utilizadas en el continente.
Además del reparto de comida, desde 2020 la compañía ha incursionado también en el reparto de productos de supermercado a través del servicio PedidosYa Market, el cual opera mediante una red de centros de almacenamiento destinados exclusivamente a la preparación de pedidos en línea.

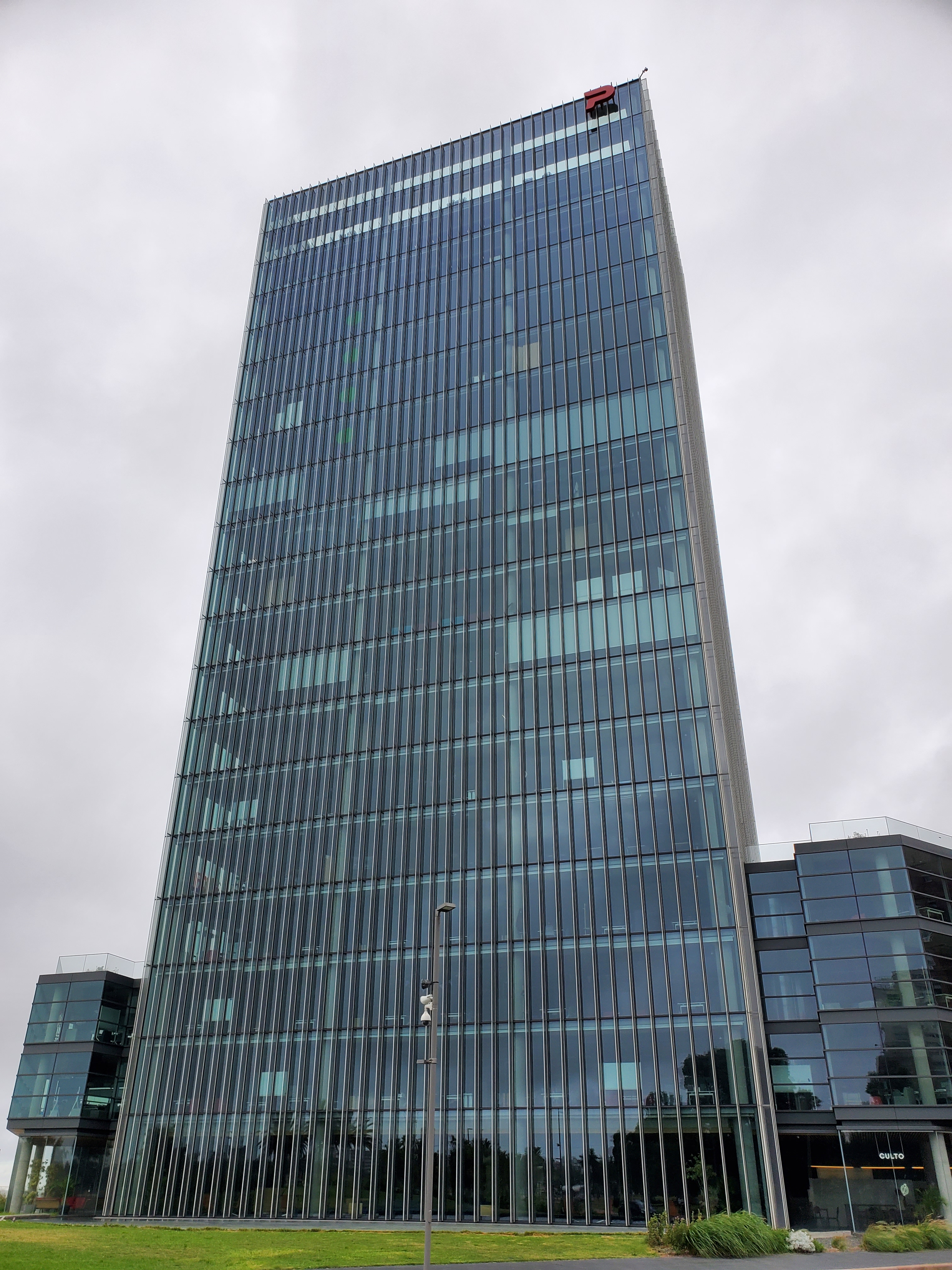
Sede central en Montevideo

## Historia
La idea tiene sus orígenes cuando tres jóvenes universitarios, Ariel Burschtin, Álvaro García y Rubén Sosenke decidieron crear una plataforma que reuniera la mayor cantidad de proveedores gastronómicos disponibles y segmentara por ubicación y tipo de comida la totalidad de la oferta. Así, en 2009 nace PedidosYa como una plataforma que permite a los consumidores hacer pedidos por Internet (a través de sus teléfonos inteligentes o computadoras) a restaurantes con delivery (comida para llevar o reparto a domicilio). La idea se puso en práctica en Uruguay y rápidamente se expandió en varios países de América Latina.
En enero de 2014, PedidosYa abre sus puertas en México, con más de 1000 restaurantes en 50 ciudades.
En junio del mismo año, PedidosYa fue adquirida en su mayoría por Delivery Hero, compañía líder global en servicio de pedido de comida en línea con más de 60.000 restaurantes a lo largo del mundo y con 800 empleados.
En julio de 2017, Delivery Hero anunció su lanzamiento a la Bolsa de Fráncfort.
El mismo año, PedidosYa cambió su imagen de marca, cambiando el cursor mozo por una P con tenedor. En junio de 2019 la empresa vive nuevamente una etapa de rebranding, eliminando el tenedor de la P debido a la variedad de productos que se ofrece en el servicio.
En el mismo año PedidosYa alcanza una valoración de 1.000 millones de dólares (unicornio) según sus múltiplos de ventas y la participación dentro del grupo DH.
En 2020, PedidosYa inicia operaciones en Venezuela. En 2021, PedidosYa inicia operaciones en Perú.
En marzo del mismo año, PedidosYa inicia operaciones en Guatemala, sustituyendo a Glovo, alcanzando una valoración de 3.000 millones de dólares.

## Premios y reconocimientos
- En 2009 los fundadores recibieron el Primer Premio de “Emprendedores en la Mira” impulsado por el Fondo Emprender y Junior Chamber International (JCI Uruguay).[11]
- En 2011 los fundadores fueron seleccionados como “Emprendedores Endeavor” en Endeavor Uruguay.[12]
- En 2012 uno de los fundadores fue distinguido como “Emprendedor Destacado” en Infonegocios.[13]
- En 2013 PedidosYa fue galardonada por segunda vez consecutiva en el e-Commerce Awards Uruguay como la empresa más innovadora del Comercio Electrónico y los negocios por Internet en dicho país.[14]
- En 2013 PedidosYa recibió el premio “Innovatic”, entregado por el Banco Interamericano de Desarrollo (BID) por el uso innovador del comercio electrónico.[15]
- En 2013 fue premiada en el e-Commerce Awards Argentina como líder del Comercio Electrónico y Negocios por Internet en servicios en Argentina.[16]
- En 2014 los fundadores de PedidosYa recibieron el premio Emprendedor Emergente EY 2014.[17]
- En 2015 PedidosYa es reconocida como Marca País "Uruguay Natural", por el Ministerio de Turismo.[18]
- En 2015 PedidosYa integra la Asociación Latinoamericana de Internet.[19]
- En 2016 PedidosYa recibe el premio "Ecommerce Award" en Uruguay y Argentina en la categoría Mejor iniciativa Mobile para e-Commerce.[20]
- En 2017 PedidosYa adquiere Appetito24, la plataforma líder de pedidos de comida en línea en Panamá.[21]
- En 2020 PedidosYa adquiere las operaciones de Glovo en América Latina, por un monto de 170 millones de euros.[22]

## Similares
- UberEats
- Doordash
- Rappi